# Castelsardo
Castelsardo (sasarski: Calthèddu, sardinski: Castèddu Sardu) je grad i općina (comune) u pokrajini Sassariju u regiji Sardiniji, Italija. Nalazi se na nadmorskoj visini od 114 metara i ima 5 954 stanovnika.
 Prostire se na 43,34 km2. Gustoća naseljenosti je 137 st/km2.
Susjedne općine su: Sedini, Sorso, Tergu i Valledoria.